# Грабичина де Жос (Бузау)
Грабичина де Жос (рум. Grabicina de Jos) насеље је у Румунији у округу Бузау у општини Скорцоаса. Oпштина се налази на надморској висини од 303 m.

## Становништво
Према подацима из 2002. године у насељу је живело 338 становника, од којих су сви румунске националности.